# يان دافنبورت
يان دافنبورت (بالإنجليزية: Ian Davenport)‏ هو رسام بريطاني، ولد في 8 يوليو 1966 في Sidcup ‏ في المملكة المتحدة.

## وصلات خارجية
- الموقع الرسمي